# Rhamphomyia nodipes
Rhamphomyia nodipes är en tvåvingeart som beskrevs av Fallen 1816. Rhamphomyia nodipes ingår i släktet Rhamphomyia och familjen dansflugor. Arten är reproducerande i Sverige. Inga underarter finns listade i Catalogue of Life.